# Lubomyr Makaruszka
Lubomyr Makaruszka, ukr. Любомир Макарушка (ur. 12 sierpnia 1899 w Siwce Wojniłowskiej koło Kałusza, zm. 6 lutego 1986 w Bad Godesberg (lub w Bonn)) – ukraiński działacz polityczny, urzędnik, poseł Sejmu III kadencji.
Był członkiem Centralnego Komitetu UNDO w latach 1928–1939 i sekretarzem generalnym UNDO w latach 1928–1932. Należał do Ukraińskiej Reprezentacji Parlamentarnej.
W czasie II wojny światowej Lubomyr Makaruszka należał do Zarządu Wojskowego 14 Dywizji Grenadierów SS, pełniąc funkcję referenta naboru oficerów.
Został pochowany w Monachium.

## Literatura
- Енциклопедія українознавства, Lwów 1993, t. 4, s. 1438